# Placentelidae
Placentelidae zijn een familie van zakpijpen (Ascidiacea) uit de orde van de Aplousobranchia.

## Geslachten
- Placentela Redikorzev, 1913